# ФК Напредок
ФК Напредок е футболен клуб от град Кичево, Северна Македония. Клубът е основан през 1928 г. под името Ядран. След Втората световна война приема името Янчица до 1952 г., когато получава сегашното си име Напредок. Клубните цветове са синьо и бяло. Клубът играе мачовете си на градския стадион в Кичево.
През 2006 прави дебют в Първата лига на страната. Най-големият успех е достигането на финал за Купата на Македония през сезон 2003/2004 г.

## Трофеи
- Купа на Македония
  - Носител:
  - Финалист (1): 2003/2004
- Македония Втора Лига
  - Шампион (1): 1998/1999
  - Вицешампион (1): 2005/2006